# Styphelia longifolia
Styphelia longifolia är en ljungväxtart som beskrevs av Robert Brown. Styphelia longifolia ingår i släktet Styphelia och familjen ljungväxter. Inga underarter finns listade i Catalogue of Life.

## Bildgalleri

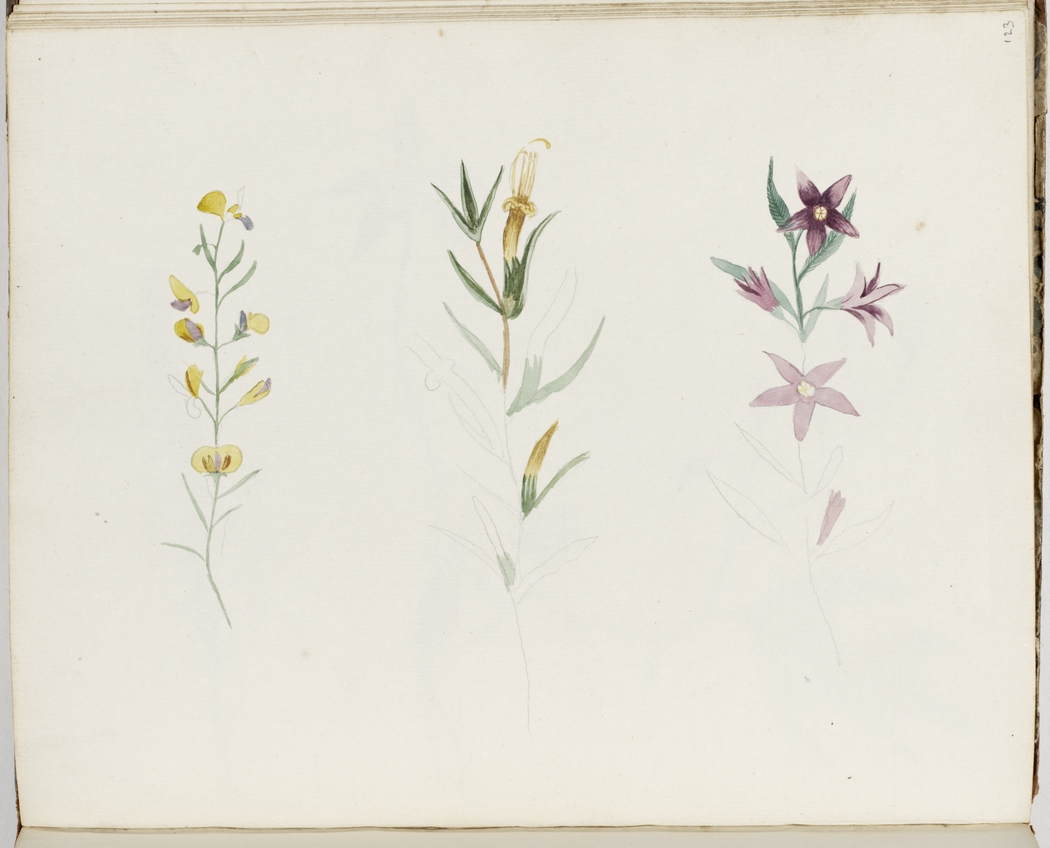